# 萨巴尔加尔
萨巴尔加尔（Sabalgarh），是印度中央邦Morena县的一个城镇。总人口29597（2001年）。

## 人口
该地2001年总人口29597人，其中男性15882人，女性13715人；0—6岁人口4650人，其中男2496人，女2154人；识字率63.84%，其中男性为73.67%，女性为52.45%。